# 角片小蛤蜊
角片小蛤蜊（学名：Micromactra angulifera），是帘蛤目马珂蛤科Micromactra的一种。主要分布于越南、中国大陆、台湾，常栖息在潮下带12－83米。